# Efavirenz
Efavirenz (designações comerciais: Sustiva e Stocrin) é um fármaco inibidor da transcriptase reversa não-análogo dos nucleósidos (NNTRI) que se administra como parte da terapêutica antirretroviral de elevada eficácia (HAART) no tratamento da infecção pelo vírus da imunodeficiência humana tipo I (VIH-1).

## Antecedente
A forma padrão de tratamento de portadores de HIV no mundo inteiro baseia-se na administração de um conjunto de medicamentos antirretrovirais. O Efavirenz constitui a primeira opção para iniciar o tratamento da infecção crônica pelo VIH em indivíduos que não receberam tratamento prévio, normalmente em combinação com dois fármacos da família dos inibidores da transcriptase reversa análogos dos nucleósidos (NRTI), como a zidovudina ou a lamivudina; assim como, com o tenofovir e a emtricitabina. O Efavirenz administra-se também em combinação com outros fármacos antirretrovirais como parte do regime profilático de pós-exposição para prevenir a infecção pelo VIH.]
Em 2006, a Food and Drug Administration (FDA) aprovou a combinação tenofovir, emtricitabina e Efavirenz num único comprimido, o que facilita a adesão ao tratamento antirretroviral.

## História
O Efavirenz foi aprovado pela FDA em 21 de Setembro de 1998, convertendo-o no 14.º fármaco antirretroviral aprovado nesse país.

## Indicações
O Efavirenz administra-se para tratamento da infecção pelo VIH. Nunca se deve administrar isoladamente, mas sim em combinação com outros fármacos. A decisão sobre o melhor momento para iniciar o tratamento antirretroviral deve ser tomada de acordo com os resultados dos dados laboratoriais, nomeadamente a contagem de linfócitos T CD4, a carga viral, a história clínica, a resistência a medicamentos e a preferência do paciente.
Desde a publicação preliminar dos resultados da prova ACTG 5412 em 2006 – que tinha como propósito a comparação dos efeitos colaterais da terapia com Efavirenz e lopinavir – o Efavirenz é frequentemente utilizado como uma das primeiras opções para o tratamento com antirretrovirais, em detrimento aos inibidores da protease. A prova ACTG 5095 demonstrou que a potência do Efavirenz se mantinha constante independentemente da carga viral ou da contagem de linfócitos T CD4.

## Mecanismo de Acção
Os inibidores da transcriptase reversa (RTI)– nucleósidos ou não-análogos dos nucleósidos – actuam sobre o mesmo alvo: a enzima transcriptase reversa que desempenha um papel essencial no ciclo de vida do VIH. Esta enzima permite a conversão do ARN do VIH em ADN. Em contraste com outros RTI que atuam diretamente sobre o sítio ativo da transcriptase reversa, os NNTRI aderem à transcriptase reversa e evitam que o ARN do VIH seja convertido em ADN. Desta forma, o vírus não pode incorporar a sua informação genética no genoma das células e reproduzir-se.
O Efavirenz é ineficaz contra o VIH tipo 2, porque a transcriptase reversa deste tipo de vírus possui uma estrutura distinta da do VIH-1, o que confere um resistência intrínseca aos fármacos da família dos NNRTI. Todos os antirretrovirais da família NNTRI possuem uma estrutura similar, as mutações do VIH que produzam resistência ao Efavirenz produzem, frequentemente, estirpes resistentes a outros fármacos do mesmo grupo, como a nevirapina e a delavirdina. A mutação mais frequente que confere resistência ao Efavirenz é conhecida como K103N, que também é comum no caso de tratamentos prolongados com base em algum fármaco da família NNRTI.

## Dose
A dose habitual para adultos é de 600 mg, recomenda-se que a toma seja . No caso dos soropositivos que também tomam rifampicina, como parte do tratamento contra a tuberculose, a dose deve ser aumentada para 800 mg, devido a interações entre os dois fármacos. Para as crianças com idade superior a 3 anos e peso superior a 10 kg, a dose inicial é de 200 mg e aumenta em proporção ao aumento do peso do paciente até aos 600 mg correspondentes a indivíduos com peso superior a 40 kg. A escrupulosa observação do tratamento com o Efavirenz – e qualquer outro antirretroviral – é importante para manter sobre estrito controlo a infecção pelo VIH e reduzir as possibilidades de desenvolvimento de resistência ao fármaco em novas estirpes do vírus.

## Interações Medicamentosas
O Efavirenz sofre metabolização no fígado e produz efeitos inibidores e indutores da CYP3A4. Isto implica que o fármaco pode entrar em interação com outras substâncias metabolizadas no fígado, pelo que pode ser possível a redução da dose. Entre outros fármacos que interagem com o metabolismo do Efavirenz encontram se as estatinas – atorvastina, pravastina, simvastatina – cujas doses devem ser ajustadas no início de um tratamento baseado no Efavirenz. No caso do tratamento com claritromicina, é recomendável substituí-lo por outro antibiótico quando se inicia o tratamento com Efavirenz.
Embora o Efavirenz possa combinar se com outros anti retrovirais, as interações entre este fármaco e outros pertencentes a famílias distintas implicam um reajuste das doses. A Merck, fabricante do Efavirenz, desaconselha a combinação deste fármaco com o saquinavir, porque o Efavirenz reduz drasticamente o nível de saquinavir no sangue, e portanto, diminui a eficácia deste último. No caso do atazanavir e do indinavir, a combinação com Efavirenz requer o aumento da dose destes inibidores da protease.
Alguns produtos naturais apresentam interações negativas com o Efavirenz. Entre estes encontra-se o hipericão (Hypericum perforatum), que em algumas ocasiões constitui parte dos produtos de dieta ou suplementos alimentares. O consumo de hipericão é pouco recomendável para soropositivos que se encontram em tratamento anti retroviral, porque contém substâncias que inibem a eficácia destes fármacos.
Este fármaco pode induzir falsos positivos em alguns tipos de testes de urina para detectar o uso de canábis.

## Reações Adversas Medicamentosas
Todos os fármacos antirretrovirais podem produzir efeitos indesejáveis. Embora o Efavirenz seja frequentemente bem tolerado, podem ocorrer efeitos adversos. Alguns destes, como as erupções cutâneas, náuseas, podem desaparecer em poucos dias após o início do tratamento. Devido à capacidade do Efavirenz de penetrar no sistema nervoso central, algumas da reações adversas medicamentosas (RAM) frequentemente são de caráter neurológico. Os estudos a respeito indicam que este fármaco pode produzir enxaquecas, tonturas, perda de concentração, insônias, perda de memória. As RAM ao Efavirenz tendem, frequentemente, a sofrer uma progressiva diminuição à medida que o organismo se adapta ao fármaco, embora em casos muito raros os efeitos possam ser maiores. Registraram-se que em alguns pacientes sob tratamento com Efavirenz poderiam apresentar depressão grave, desenvolvimento de comportamentos agressivos, práticas suicidas ou tentativas de suicídio, ideias paranóicas e manias.
Dado que o Efavirenz pode provocar malformações congênitas no feto de mulheres grávidas soropositivas, deve-se evitar a gravidez. No caso de uma mulher soropositiva engravidar, deve sempre aconselhar-se com o seu médico especialista na terapia antirretroviral, tanto para considerar opções sobre o tratamento para a infecção pelo VIH como para prevenir a transmissão perinatal do vírus ao recém-nascido.

## Aspectos Sociais e Econômicos
Como outros antirretrovirais, o Efavirenz é um fármaco dispendioso. A dose de 600 mg em países desenvolvidos alcança o custo mensal de 1400 dólares norte americanos. Em países de desenvolvimento médio e baixo, o custo pode ser reduzido decorrente dos acordos celebrados entre os governos desses países, as agências internacionais relevantes no contexto e as farmacêuticas. No México, por exemplo, o custo mensal do tratamento com Efavirenz em Janeiro de 2007 foi de 777,72 pesos mexicanos, no entanto existem nesse país programas de disponibilização gratuita que cobrem os gastos com antirretrovirais de uma parte importante dos soropositivos que se encontram sobre tratamento médico.
Outros países, como a Índia, optaram por desenvolver medicamentos genéricos para reduzir os custos destas terapias. A companhia indiana Cipla desenvolveu o Efavir, um genérico bioequivalente que substitui o Stocrin da Merck Sharp & Dohme (MSD) e é preterido pelo governo de vários países pobres pelo seu baixo custo. Como resposta ao desenvolvimento de medicamentos genéricos, as farmacêuticas detentoras das patentes destes fármacos instauraram processos contra os governos que apoiaram a produção dos genéricos  (como Índia, Tailândia, Quénia, África do Sul, e durante algum tempo Brasil, onde este fármaco foi declarado de interesse público em 2007) e,  em outra esfera, iniciaram processo de negociação com países pobres tendo por base preços ajustados. Muitos destes acordos não se cumpriram, como denunciou a Médicos sem Fronteiras (MSF) sobre a oferta da MSD aos países mais pobres e afetados pela epidemia do VIH no caso do Efavirenz. De acordo com um relatório da MSF, a Merck propôs um custo diário de 0,95 dólares norte-americanos por cada dose diária de 600 mg – um total de, 346,75 dólares norte-americanos/paciente/ano. Até Março de 2004, a oferta da Merck só se havia cumprido parcialmente.